# 시즈가타케 전투
시즈가타케 전투(일본어: 賤ヶ岳の戦い)는 덴쇼 11년(1583년), 오미국 이카군 시즈가타케 부근에서 벌어진 하시바 히데요시와 시바타 가쓰이에 간의 전투이다. 오다 세력을 양분한 격렬한 전투로, 히데요시는 이 전투에서 승리하여 오다 노부나가가 쌓아 올린 권력과 체제의 계승자가 되었다.

## 기요스 회의
덴쇼 10년 음력 6월 2일(1582년 6월 21일), 오다 노부나가와 장남 노부타다가 혼노지의 변으로 중신 아케치 미쓰히데에게 살해된 직후 야마자키 전투에서 미쓰히데를 쓰러뜨린 하시바 히데요시가 노부나가의 부하 중에서 큰 세력으로 부상했다. 그해 6월 27일 (7월 16일), 당주를 잃은 오다 가문의 후계자를 결정하는 회담이 기요스성에서 개최되어(기요스 회의), 노부나가의 삼남 노부타카를 옹립하는 시바타 가쓰이에와 오다 노부타다의 적자 산보시(三法師)를 옹립하는 하시바 히데요시가 격렬하게 대립했다. 결과로는 동석했던 니와 나가히데와 이케다 쓰네오키 등이 산보시 옹립에 찬성했에 후계자 문제는 일단락된 데다가 다음 달 히데요시는 자신의 주최로 노부나가의 장례식을 대규모로 거행하고 8월에는 자신의 심복인 아사노 나가마사와 스기하라 이에쓰구(杉原家次)를 교토 부교(京都奉行)로 세웠다. 가쓰이에와 노부타카는 이런 행동 일련을 히데요시가 자신의 정권을 수립하려는 포석이라고 생각해 심하게 경계하고 적의를 품었다.

## 각지의 동향
그 뒤 쌍방은 주변의 세력을 포섭하려고 활발한 공작을 펼치지만, 호쿠리쿠(北陸)의 시바타 군의 후방에 있는 우에스기 가게카쓰와 노부타카의 지반인 미노국의 유력 부장 이나바 잇테쓰(稲葉一鉄)가 히데요시 쪽에 붙는 등, 히데요시에게 약간 유리한 상황이었다. 한편 가쓰이에는 시코쿠의 조소카베 모토치카와 기이의 사이카슈를 끌어들여, 특히 사이카슈는 히데요시의 출진 중에 이즈미국 기시와다성(岸和田城) 등에 공세를 취하는 등, 후방에 위협을 가했다. (또한, 아마도 이 때의 기시와다 성 공방전이 전설화되어, 거대한 문어를 탄 법사가 사이카・네고로슈(根来衆)를 쫓아냈다고 하는 문어지장(蛸地蔵) 전승으로 변화한 것으로 보인다)
11월, 가쓰이에는 마에다 도시이에・가나모리 나가치카・후와 나오미쓰(不破直光)를 히데요시에게 파견하여, 화의 교섭을 했다. 이것은 가쓰이에가 호쿠리쿠의 영지를 가지고 있어서, 겨울에는 눈으로 행동이 제한되는 것을 이유로 한 겉치레 상의 화평이었다. 히데요시는 이것을 간파하여, 역으로 이 때 세 장수에게 공작을 펼친것으로 보인다.
12월 2일 (12월 26일), 히데요시는 모리씨 가문에 대한 대책으로 산인도(山陰) 방면에는 미야베 게이준, 산요도(山陽) 방면에는 하치스카 마사카쓰를 배치한 뒤에, 화평을 파기하고 대군을 이끌고 오미로 출병, 나가하마성을 공격했다. 호쿠리쿠에는 눈이 많이 내렸기 때문에 가쓰이에는 원군을 파견하지 못하고, 가쓰이에의 양자 시바타 가쓰토요(柴田勝豊)는 단지 며칠 만에 히데요시에게 항복했다. 나아가 히데요시의 군세는 미노에 진주, 이나바 잇테쓰 등으로부터 인질을 받으면서, 12월 20일 (1583년 1월 13일)에는 기후성에 있던 오다 노부타카의 항복을 받아냈다.
다음 해인 덴쇼 11년 (1583년) 정월, 이세국의 다키가와 가즈마스가 시바타 가쓰이에 쪽으로 기치를 명확히 하고 거병하여, 미네성(峯城)과 가메야마성을 함락시켰다. 히데요시는 여러 세력의 공장과 견제 때문에 일시적으로 교토로 병사를 물렸으나, 다음 달에는 공격을 재개하여 2월 중순에는 미네 성과 가메야마 성, 그리고 가즈마스의 본거지인 나가시마성(長島城)을 공격하여, 가메야마 성은 3월 3일 (4월 24일)에 개성한다.
한편, 에치젠국 기타노조성에 있던 시바타 가쓰이에는 눈으로 인하여 움직이지 못하고 있었으나, 이런 정세를 견디지 못하고, 곧 2월 말, 남아 있는 눈을 헤쳐나가며 오미를 향하여 출진했다.

## 전투

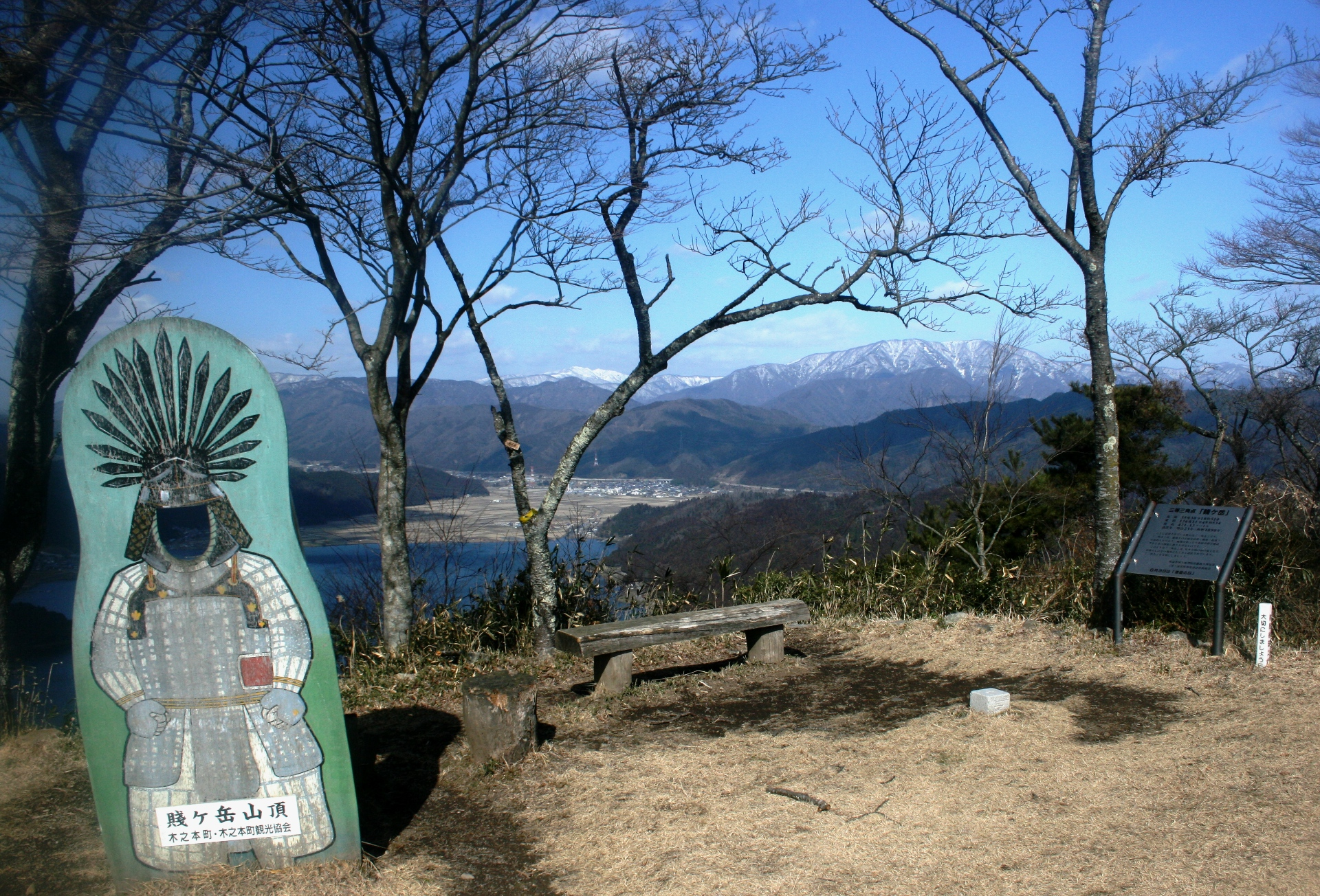
시즈가타케

### 포진
3월 12일 (5월 3일), 가쓰이에는 마에다 도시이에, 사쿠마 모리마사(佐久間盛政) 등 3만의 군세를 이끌고 오미 야나가세(柳ヶ瀬)에 도착하여, 포진을 완료하였다. 히데요시도 즉시 출병하여, 3월 19일 (5월 10일)에는 5만의 병력을 이끌고 기노모토(木ノ本)에 포진하였다. 쌍방은 즉시 공세를 펼치지는 않고, 얼마간은 진지와 요새를 구축하는데 열을 올렸다. 3월 27일 (5월 18일), 전선이 교착된 상태에 히데요시는 병사를 일부 이끌고 나가하마 성으로 귀환했다.

### 미노 반격
4월 16일 (6월 6일), 일시적으로 히데요시에게 항복하고 있던 오다 노부타카가 다키가와 가즈마스와 손을 잡고 다시 거병하여 기후 성 아래로 진출하였다. 히데요시는 즉시 미노로 진군했지만, 시비가와(揖斐川)가 범람하여 오가키성(大垣城)으로 들어갔다. 히데요시의 군세가 대부분 오미에서 떨어져 있는 것을 호기라고 생각한 가쓰이에는 부장 사쿠마 모리마사의 의견도 있어, 4월 19일 (6월 9일), 모리마사에게 즉시 오이와야마 요새(大岩山砦)를 공격하게 했다. 오이와야마 요새를 지키고 있던 장수는 나카가와 기요히데였으나, 견디지 못하고 함락되고 나카가와는 전사했다. 나아가 이와자키야마(岩崎山)에 진을 치고 있던 다카야마 우콘을 공격하자, 우콘도 버티지 못라고 퇴각하여, 기노모토의 하시바 히데나가의 진영으로 도망쳤다. 이러한 성과를 얻은 가쓰이에는 모리마사에게 퇴각 명령을 내렸으나, 몇 번에 걸친 명령에도 개의치 않고 모리마사는 오이와야마 등에 군세를 배치해 두었다.
4월 20일 (6월 10일), 열세라고 판단한 시즈가타케 요새의 수비대장, 구와야마 시게하루(桑山重晴)도 퇴각을 개시한다. 이에 따라 모리마사가 시즈가타케 요새를 점거하는 것도 시간문제라고 생각되었다. 그러나 그 때, 배로 비와호를 건너 온 니와 나가히데가 「일단 사카모토로 돌아가야 합니다(一度坂本に戻るべし)」라는 부하들의 반대에 부딪치면서도 지금을 놓치면 기회가 없다고 판단하여, 진로를 변경하여 가이즈(海津) 상륙을 감행한 것으로 국면이 일변하였다. 나가히데가 이끄는 2천의 군세는 퇴각을 개시한 구와야마 시게하루의 군세와 뜻하지 않게 맞닥뜨리게 되어 양 군세가 합류하고, 그대로 시즈가타케 주변의 모리마사의 군세를 격파하고 간발의 차로 시즈가타케의 확보에 성공했다.
더욱이 같은 날, 오가키 성에 있던 히데요시는 오이와야마 요새 등의 함락을 알고, 즉시 군대를 돌렸다. 14시에 오가키를 나선 히데요시 군은 기노모토까지의 구릉을 포함한 52km를 단 5시간만에 주파했다. 이렇게 신속한 행군속도를 가능하게 한 이유에 대해서는 여러 설이 있으나, 미리 도로 연변에 횃불을 켜두고, 또한 식사 보급 장소도 준비해두었다고 한다. 짧은 시간에 귀환한 히데요시의 대군에 놀란 사쿠마 모리마사는 바로 그날 한밤중에 퇴각을 개시했지만, 다음날 새벽에 히데요시의 대군에게 습격당했다. 모리마사의 군세가 선전했기 때문에 히데요시는 모리마사의 구원에 나선 시바타 가쓰마사(柴田勝政)로 공격 대상을 변경하고, 그 가쓰마사의 군세를 모리마사가 역으로 구원하는 격전이 되었다.
그런데 한창 중에, 시게야마에 포진해 있던 시바타 쪽의 마에다 도시이에의 군세가 갑자기 전선을 이탈했다. 이유는 여러 가지 설이 있으나,
히데요시와는 노부나가의 부하 시절부터 친우였다는 것과, 가쓰이에와는 주종관계였다는 것. 이런 상관관계를 견디지 못했다는 것이 가장 유력하다. 어쨌든 이 때문에 도시이에와 대치하고 있던 군세가 시바타의 본대를 향한 공격에 가담했다. 더욱이 시바타 측의 후와 나오미쓰・가나모리 나가치카의 군세도 퇴각했기 때문에, 사쿠마 모리마사의 군세를 격파한 히데요시의 군세가 시바타 가쓰이에의 본대로 쇄도하였다. 수적인 열세를 만회하지 못하고 가쓰이에의 군세는 완패, 결국 가쓰이에는 에치젠 기타노조를 향해 퇴각했다.

## 전후
가쓰이에는 기타노조성으로 도망쳤으나, 4월 23일 (6월 13일)에는 마에다 도시이에를 선봉으로 한 히데요시의 군세에 포위되어, 다음 날 부인 오이치노카타(오다 노부나가의 여동생) 등과 함께 자결하였다. 또한 사쿠마 모리마사는 도망치려 했으나, 붙잡혀서 참수당하여, 수급은 교토의 로쿠조가하라(六条河原)에 효수되었다. 또한, 시바타 가쓰이에라는 버팀목을 잃은 오다 노부타카와 다키가와 가즈마스에게는 저항할 힘이 없어 다음 달 두 사람은 항복하고, 이윽고 노부타카는 할복, 가즈마스와 삭발하여 출가하였다.
이 전투의 결과로, 오다 가문의 많은 구신이 히데요시에게 접근하여 복속하게 되었다. 또한, 전투 종료 2일 뒤인 4월 25일 (6월 15일)에 히데요시는 주코쿠 지방의 센고쿠 다이묘 모리 데루모토의 중신 고바야카와 다카카게에게 서간을 보내, 자신의 승리로 끝났다고 보고하면서, 중립 상태였던 모리 가문의 복속을 암묵적으로 재촉하였다. 전후 처리가 끝난 뒤, 히데요시는 곧 기나이의 이시야마 혼간지 터에 오사카성(大坂城) 축성을 개시하였고, 같은 해 5월에는 조정으로부터 종사위하 산기(参議)에 서임되었다. 또한, 히데요시에게 도쿠가와 이에야스・우에스기 가게카쓰(上杉景勝)・모리 데루모토・오토모 요시무네 등 각지의 센고쿠 다이묘가 사자를 파견하여, 전투의 승리를 축하하고 친교를 맺기를 원한 것도 기나이 지방에서의 히데요시의 권력 장악을 상징하였다.

## 시즈가타케의 칠본창
히데요시 쪽에서 공적을 올린 장수 중 이하의 7명은 후세에 시즈가타케의 칠본창(賤ヶ岳の七本槍)이라고 불린다. 단 그들이 올렸다고 하는 전공은 승리가 확정된 뒤의 추격전에 대한 것뿐으로, 제일 전공도 오타니 요시쓰구(大谷吉継), 이시다 미쓰나리(石田三成) 등의 센쿠슈(先駆衆)라고 불린 무사들에게 내려지고 있다. 실제로 표창을 받아, 수천석의 녹봉을 얻은 것은 사쿠라이 사키치(桜井佐吉), 이시카와 효스케(石川兵助)도 마찬가지이다. 7명이라고 하는 것은 고로아와세(語呂合わせで, 속담의 가락을 흉내내어, 뜻이 전혀 다른 새로운 구를 만드는 말장난)로 후의 도요토미 정권에 있어서 큰 세력을 후다이의 유력한 가신을 갖지 못했던 히데요시가 자신의 측근에서 키워낸 것을 과장하여 선전한 결과라고도 한다. 후쿠시마 마사노리가「와키자카 따위와 같은 취급을 받다니 불쾌하다」（중상하려는 의도도 부정할 수 없다）고 말하곤 했고, 가토 기요마사도 칠본창을 화제로 삼는 것을 굉장히 싫어하였다는 등의 일화가 전해지고 있어, 당시에는 칠본창이 허명에 가깝다고 하는 인식이 널리 퍼져있었다고 추정된다.
와키자카 가문을 제외하면 대부분이 도쿠가와 막부에 개역 당하는 등 고난을 겪었다.
- 후쿠시마 마사노리(福島正則, 1561년 - 1624년)
- 가토 기요마사(加藤清正, 1562년 - 1611년)
- 가토 요시아키라(加藤嘉明, 1563년 - 1631년)
- 와키자카 야스하루(脇坂安治, 1554년 - 1626년)
- 히라노 나가야스(平野長泰, 1559년 - 1628년)
- 가스야 다케노리(糟屋武則, 1562년 - 1607년)
- 가타기리 가쓰모토(片桐且元, 1556년 - 1615년)